# Phlogophora olivacea
Phlogophora olivacea là một loài bướm đêm trong họ Noctuidae.